# Scatman John
Scatman John, właśc. John Paul Larkin (ur. 13 marca 1942 w El Monte, Kalifornia, zm. 3 grudnia 1999 w Los Angeles) – amerykański muzyk jazzowy, posługujący się stylem wokalnym zwanym scatem.
Swoje możliwości wokalizowania, zarówno bez słów, jak i posługując się sylabami i wyrazami, które nie tworzyły logicznego ciągu, wykorzystał w muzyce dance. Za sprzedaż albumów i singli otrzymał 18 platynowych płyt i 14 złotych. Jego wydawnictwa rozeszły się w łącznym nakładzie ok. 2,5 mln egzemplarzy.

## Życiorys

### Dzieciństwo i początki kariery
Od dzieciństwa jąkał się, przez co miał emocjonalnie trudne dzieciństwo. W wieku 12 lat zaczął uczyć się gry na pianinie i podjął pierwsze próby „scatowania”, czyli improwizowanego śpiewania sylabami. W wieku 14 lat poprzez nagrania Elli Fitzgerald i Louisa Armstronga kształtował i ulepszał swoje umiejętności wokalne. W jednym z wywiadów powiedział: Chowałem się za pianinem, bo bałem się mówić.
W latach 70. i 80. został profesjonalnym pianistą jazzowym, grał w klubach jazzowych w okolicach Los Angeles. W 1986 nakładem wytwórni Transition wydał swój debiutancki album studyjny, zatytułowany po prostu John Larkin. W tym okresie zaczął nadużywać narkotyków i alkoholu, jednak za namową Joe Farrella pokonał uzależnienie, w czym wspierała go żona Judy, również mierząca się z alkoholizmem.
W 1990 przeniósł się do Berlina, gdzie kontynuował karierę, m.in. występował jako pianista na statkach wycieczkowych oraz w klubach na terenie Niemiec. Coraz odważniej łączył grę na pianinie ze śpiewaniem, do czego ośmielił go sukces jego interpretacji utworu „On the Sunny Side of the Street”. Przez jakiś czas występował w zespole Jimmiego Walleta Magnolia Jazz Band.

### Międzynarodowy sukces
Za namową agenta Manfreda Zähringera z Iceberg Records w Danii zaczął łączyć scatting z hip-hopem, do czego początkowo podszedł sceptycznie, bo obawiał się, że słuchacze odkryją jego wadę wymowy. W 1994 we współpracy z producentami Ingo Kays i Tonym Catania wydał singiel „Scatman (Ski-Ba-Bop-Ba-Dop-Bop)”, który wydał pod pseudonimem Scatman John. Singiel rozszedł się w ponad 6 milionowym nakładzie. Po sukcesie tej piosenki, a także drugiego singla – „Scatman’s World” – wyruszył w trasę koncertową po Europie i Azji. Podczas udzielania wywiadów promujących nową płytę stał się tak płynny w mowie, że jeden z dziennikarzy rzekł, iż ani razu nie słyszał Scatmana jąkającego się, po czym zapytał, czy ten nie używał jąkania jako „triku do dalszej kariery”.
W 1996 wydał album pt. Everybody Jam!, którym oddał hołd swojemu idolowi, Louisowi Armstrongowi. Płyta osiągnęła sukces komercyjny w Japonii, gdzie ukazało się wydawnictwo wzbogacone o pięć premierowych piosenek.

### Choroba i śmierć
Pod koniec 1998 zaczął uskarżać się na problemy zdrowotne. Niedługo później miała miejsce diagnoza – rak płuca. Pomimo choroby nadal pracował, a owocem tej pracy był album Take Your Time. Zmarł 3 grudnia 1999 roku około godziny 18.30 w swoim domu w Los Angeles, w wieku 57 lat. W jednym z ostatnich wywiadów wyznał: Cokolwiek Bóg będzie chciał – będzie dla mnie dobre… Miałem wspaniałe życie. Zasmakowałem piękna.

## Dyskografia

### Albumy
- John Larkin (1986) – niewydany w komercyjnym nakładzie
- Scatman’s World (1995) – 2. miejsce w Japonii (40 tygodni), 6. miejsce w Niemczech (17 tygodni), 104. miejsce w Wielkiej Brytanii
- Everybody Jam! (1996) 17. miejsce w Japonii
- Take Your Time (1999)
- Listen to the Scatman (2001)
- The Best Of Scatman John (2002) – wydany tylko w Japonii

### Single
- „Scatman (Ski-Ba-Bop-Ba-Dop-Bop)” (1994) poz. 1 Skandynawia, poz. 1 Belgia, poz. 2 Holandia, poz. 1 Szwajcaria, poz. 1 Izrael, poz. 1 Austria, poz. 1 Włochy, poz. 1 Hiszpania, poz. 1 Turcja, poz. 1 Francja, poz. 36 Japonia, poz. 2 Niemcy, poz. 1 Irlandia, poz. 3 UK, poz. 7 Australia, poz. 60 USA, poz. 10 US Dance poz. 4 Brazylia, poz. 1 Portugalia, poz. 1 Kanada
- „Scatman’s World” (1995) poz. 10 UK, poz. 45 Japonia, poz. 1 Francja, poz. 1 Niemcy, poz. 3 Holandia, poz. 1 Hiszpania, poz. 1 Skandynawia, poz. 1 Szwajcaria, poz. 1 Austria, poz. 1 Włochy, poz. 1 Portugalia; złota płyta w Polsce[7]
- „Song of Scatland” (1995)poz. 46 Niemcy, poz. 39 Francja
- „Only You” (1995)
- „Scat Paradise” (1995)poz. 45 Japonia
- „Pripri Scat” (1996)
- „Su Su Su Super” (1996) poz. 16 Japonia
- „Everybody Jam!” (1996)
- „Let It Go” (1997)
- „Scatmambo” (1998)
- „The Chickadee Song” (1999)
- „Take Your Time” (1999)
- „I Love Samba” (1999)
- „Ichi, Ni, San... Go!” (1999)

### Inne
- „Life is Fantastic” (1995 singel grupy „Army of Lovers”)
- „Megamix '96” (1996 singel wydany we Francji – rarytas)
- „Queen Dance Traxx 1” (1997 składanka zawierająca „The Invisible Man” oraz „We Are The Champions”, w aranżacjach Scatmana Johna)
- „Steal the Base” (1999 piosenka zawarta na soundtacku do Major League: Back to the Minors)
- „BASEketball” W pewnej scenie w filmie pojawia się utwór „Scatman (Ski-Ba-Bop-Ba-Dop-Bop)”
- „Nothing to Lose” (z Timem Robbinsem i Martinem Lawrence’em) W jednej ze scen pojawia się piosenka „Scatman (Ski-Ba-Bop-Ba-Dop-Bop)”

## Lista utworów

### Albumy

#### Scatman’s World
1. Welcome To My Scatland
2. Scatman’s World
3. Only You
4. Quiet Desperation
5. Scatman (Ski-Ba-Bop-Ba-Dop-Bop)
6. Sing Now!
7. Popstar
8. Time (Take Your Time)
9. Mambo Jambo
10. Everything Changes
11. Song Of Scatland [Single Version]
12. Hi, Louis
13. Scatman (Ski-Ba-Bop-Ba-Dop-Bop) [Game Over Jazz]

#### Everybody Jam!
1. Stop The Rain
2. Everybody Jam!
3. Invisible Man
4. Let It Go
5. Message To You
6. (I Want To) Be Someone
7. Scatmusic
8. Shut Your Mouth And Open Your Mind
9. (We Got To Learn To) Live Together
10. Ballad Of Love
11. People Of The Generation
12. Lebanon
13. U-Turn
14. Everybody Jam! [Club Jam]

Everybody Jam! (Japońskie wydanie)
1. Stop The Rain
2. Everybody Jam!
3. Invisible Man
4. Let It Go
5. Message To You
6. (I Want To) Be Someone
7. Scatmusic
8. Shut Your Mouth And Open Your Mind
9. (We Got To Learn To) Live Together
10. Ballad Of Love
11. People Of The Generation
12. Lebanon
13. U-Turn
14. Everybody Jam! [Club Jam]
15. Paa Pee Poo Pae Po
16. I'm Free
17. Jazzology
18. Pripri Scat
19. Su Su Super キ・レ・イ

#### Take Your Time
1. Take Your Time
2. Scatman’s Dance
3. The Chickadee Song
4. Take Me Away
5. Scat Me If You Can
6. I Love Samba
7. Sorry Seems to Be the Hardest Word
8. Ichi Ni San... Go
9. Dream Again
10. Everyday
11. Night Train
12. Scatmambo

#### Listen to the Scatman (pośmiertnie)
1. Well You Needn't
2. Lady Bird
3. Foggy Day, A
4. So What
5. Makin' Whoopee
6. Just Friends
7. You Stepped Out Of A Dream
8. Ain't Misbehavin'
9. Last Night I Dreamed
10. Have You Met Miss Jones
11. Softly As In A Morning Sunrise
12. Listen To The Scatman – (utwór dodatkowy)

### Single

#### Scat Paradise (1995)
1. Hey, You!
2. Jazzology
3. Scatman (Ski-Ba-Bop-Ba-Dop-Bop) (Jazz Lebel)
4. Scatman’s World (US Remix)
5. Scatman (Ski-Ba-Bop-Ba-Dop-Bop) (Karaoke)
6. Scatman’s World (Karaoke)

#### Pripri Scat" (1996)
1. PriPri Scat (Radio Edit) 3:15
2. PriPri Scat (Love Together Mix) 5:18
3. PriPri Scat (Karaoke Mix) 5:18
4. Scatman’s World (Album Version) 4:08

#### Everybody Jam! (1996)
1. Everybody Jam! (Single Jam)
2. Everybody Jam! (Maxi Jam)
3. Everybody Jam! (Club Jam)
4. Scatmusic

#### Su Su Su Super Kirei (1996)
1. Su Su Su Super Kirei (Radio Edit)
2. Su Su Su Super Kirei (All Night Long Version)
3. Su Su Su Super Kirei (Karaoke Version)
4. Scatman (Ski-Ba-Bop-Ba-Dop-Bop) (Extended Radio)
5. Love Me Tender (L.A. Unplugged Mix)

#### Let It Go (1997)
1. Let It Go (Go For Club)
2. Let It Go (Go For Radio)
3. Let It Go (Go For More)
4. Message To You

#### Scatmambo (1998)
1. Scatmambo (Commercial Radio Mix)
2. Scatmambo (Punching Radio Mix)
3. Scatmambo (Punching Dancehall Mix)
4. Scatmambo (Havanna Extended Mix)
5. Scatmambo (Latin Short Mix)

#### The Chickadee Song (1999)
1. The Chickadee Song (The Album Version)
2. The Chickadee Song (A Little Bit Faster)
3. Take Your Time (Original Radio Edit)
4. Take Your Time (Pierre J's Energy Radio Version)
5. Take Your Time (Pierre J's Energy Club Mix)